# Pau de Terracina
Sent aliats contra Francesco Sforza, Eugeni IV i Alfons el Magnànim van negociar un arranjament de les seves diferències en la primavera de 1443, donant lloc a un acord formal a Terracina el 14 de juny 1443. Sota els termes d'aquest tractat Eugeni va reconèixer Alfons com a rei de Nàpols i del seu fill Ferran com a successor, consolidant la conquesta del Regne de Nàpols, a canvi del reconeixement d'Eugeni com a papa, i retirar el suport a Fèlix V i el Concili de Basilea.